# If It’s Too Late
If It’s Too Late to utwór pop napisany przez Karę DioGuarti, Ricka Nowelsa oraz G. Alexander dla Joany Zimmer na jej drugi studyjny album, The Voice in Me (2006). Utwór został wydany jako drugi singel promujący album 25 czerwca 2007 roku.
Strangest Thing do drugi utwór, który znalazł się na singlu If It’s Too Late. Kompozycja została napisana przez Alexandra Garingasa, A. Glassa, Frasera T. Smitha, J. Kelberga oraz J. Schluter.
Pomimo wydania obu utworów w postaci jednego singla, kompozycje nie zajęły żadnej pozycji na oficjalnych notowaniach.

## Lista utworów
CD singel
1. If It’s Too Late
2. Strangest Thing

## Personel
If It’s Too Late
- Wokal: Joana Zimmer
- Słowa: Kara DioGuarti, Rick Nowels, G. Alexander
- Produkcja, aranżacja: Nick Nice, Pontus Söderqvist
- Gitara: Pontus Söderqvist
- Nagranie: Diamond Room (LaCarr)

Strangest Thing
- Wokal: Joana Zimmer
- Słowa: Alexandr Garingas, A. Glass, Fraser T. Smith, J. Kelberg, J. Schluter
- Produkcja: Thorsten Brötzmann
- Gitara: Jörg Sander
- Klawisze: Christoph Leis- Bendorff
- Wokal wspomagający: Christoph Leis-Bendorff, Anya Mahnken